# 김계철
김계철(金啓喆)은 조선시대의 명창이다. 충청남도에서 태어났으며, 8명창 중 한 사람이다. 그의 주특기는 《심청가》이며, 판소리 유파에서 석화제라는 소유파를 개발하였다. 석화제는 지금도 가야금 병창제로 활용하고 있다. 